# 紅旗鱂
紅旗鱂為輻鰭魚綱鯉齒目假鰓鱂科的其中一種。

## 分布
本魚分布於非洲奈及利亞的東南方及喀麥隆的西南方溪流。

## 特徵
本魚體型修長，體色為紅棕色中帶有紫色光亮的斑點，有一道深色條紋從吻部直至尾柄，另一道則延腹面延伸。尾鰭中央為黃色，雌魚的顏色不太絢麗，長有條紋和圓鰭。背鰭軟條10至13枚； 臀鰭軟條12至15枚。體長約5公分。

## 生態
本魚棲息在雨林中小溪或沼澤，喜群游，屬肉食性，以蠕蟲、甲殼動物與昆蟲等為食。

## 經濟利用
為體色鮮艷的觀賞魚。